# Japan Cup Dirt

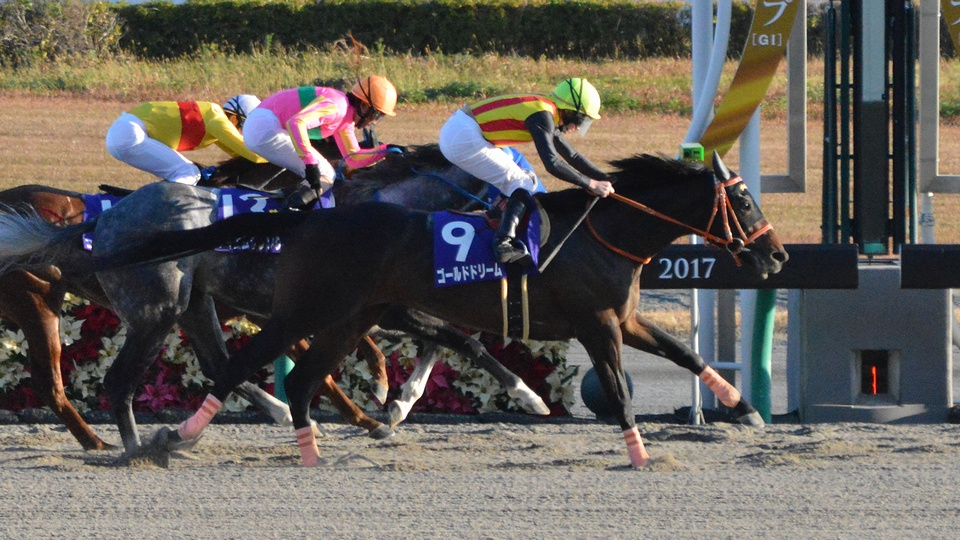
Cheval de course japonais Gold Dream à l'hippodrome de Chukyo.

La Champions Cup (チャンピオンズカップ) est une course hippique de plat se déroulant au mois de décembre sur l'Hippodrome de Chūkyō, Toyoake, au Japon.
C'est une course de Grade I réservée aux chevaux de 3 ans et plus.
Elle se court sur la distance de 1 800 mètres.

## Palmarès
| Année | Vainqueur          | S/A* | Jockey             | Entraîneur        | Propriétaire           | Temps        |
| ----- | ------------------ | ---- | ------------------ | ----------------- | ---------------------- | ------------ |
| 2000  | Wing Arrow         | 5    | Yukio Okabe        | Katsumi Minai     | Minoru Ikeda           | 2 min 07 s 2 |
| 2001  | Kurofune           | 3    | Yutaka Take        | Kunihide Matsuda  | Makoto Kaneko          | 2 min 05 s 9 |
| 2002  | Eagle Café         | 5    | Frankie Dettori    | Futoshi Kojima    | Kiyoshi Nishikawa      | 1 min 52 s 2 |
| 2003  | Fleetstreet Dancer | 5    | Jon Court          | Doug O'Neill      | Lee & Ty Leatherman    | 2 min 09 s 2 |
| 2004  | Time Paradox       | 6    | Yutaka Take        | Hiroyoshi Matsuda | Shadai Racehorse Co.   | 2 min 08 s 7 |
| 2005  | Kane Hekili        | 3    | Yutaka Take        | Katsuhiko Sumii   | Makoto Kaneko          | 2 min 08 s 0 |
| 2006  | Alondite           | 3    | Hiroki Goto        | Sei Ishizaka      | Carrot Farm Co.        | 2 min 08 s 5 |
| 2007  | Vermilion          | 5    | Yutaka Take        | Sei Ishizaka      | Sunday Racing Co. Ltd. | 2 min 06 s 7 |
| 2008  | Kane Hekili        | 6    | Christophe Lemaire | Katsuhiko Sumii   | Makoto Kaneko          | 1 min 49 s 2 |
| 2009  | Espoir City        | 4    | Tetsuzo Sato       | Akio Adachi       | Yushun Horse           | 1 min 49 s 9 |

* S/A : Sexe / Âge